# Hrabstwo Chilton

Piramida wieku hrabstwa

Chilton to hrabstwo w stanie Alabama w USA. Populacja liczy 39 593 mieszkańców (stan według spisu z 2000 roku).
Powierzchnia hrabstwa to 1815 km². Gęstość zaludnienia wynosi 22 osób/km².

## Miasta i miasteczka
- Calera
- Clanton
- Jemison
- Maplesville
- Thorsby